# Giwatajim
Giwatajim (hebr. גבעתיים; arab. جبعاتايم/جفعاتايم; ang. Giv’atayim; pol. „Dwa Wzgórza”) – miasto położone w Dystrykcie Tel Awiwu w Izraelu. Leży na równinie Szaron nad Morzem Śródziemnym, w zespole miejskim Tel Awiwu, obszaru zwanego Gusz Dan.

## Położenie

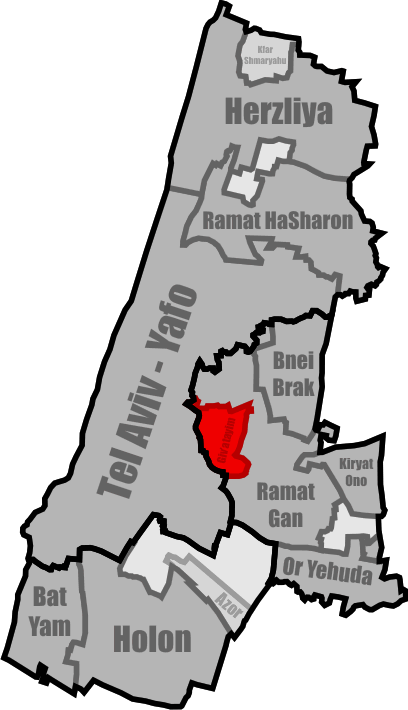
Lokalizacja Giwatajim w metropolii Gusz Dan

Giwatajim jest położony na kontynencie azjatyckim, na wschodnim wybrzeżu Morza Śródziemnego 32°04′11″N 34°48′28″E/32,069722 34,807778. Miasto leży na nadmorskiej równinie Szaron, na historycznej drodze lądowej łączącej Europę, Azję i Afrykę.
Z powodu rozwoju Tel Awiwu i obszaru metropolitalnego Gusz Dan, nie istnieją wyraźne granice pomiędzy Giwatajim a położonym na zachodzie Tel Awiwem i położonym na wschodzie Ramat Gan. Cholon jest położony w odległości 54 km na północny zachód od Jerozolimy i 90 km na południe od Hajfy. Graniczy od zachodu i południa z Tel Awiwem, od wschodu i północy z Ramat Gan.

## Środowisko naturalne
Miasto powstało na stosunkowo mało żyznych gruntach w rejonie najwyższego wzniesienia Gusz Dan, wzgórza Kozłowskiego (85 m n.p.m.).

### Klimat
Giwatajim ma klimat śródziemnomorski, który charakteryzuje się gorącymi i wilgotnymi latami oraz chłodnymi i deszczowymi zimami. Wiosna rozpoczyna się w marcu, a w drugiej połowie maja rozpoczyna się lato. Średnia temperatura latem wynosi 26 °C, a zimą 12 °C (średnia z lat 1988–2000). Opady śniegu są rzadkością, ale zdarza się spadek temperatury do 5 °C. Największe opady deszczu występują pomiędzy październikiem a kwietniem. Suma rocznych opadów atmosferycznych wynosi 530 mm.

## Historia
Osada została założona 2 kwietnia 1922 przez grupę 22 żydowskich pionierów z Drugiej Aliji. Na czele tej grupy pionierów stał Dawid Schneiderman. Kupili oni 75 akrów ziemi na peryferiach Tel Awiwu i założyli osiedle nazwane początkowo Borochov. Ziemię zakupiono z prywatnych oszczędności pionierów, ale później odkupił ją Żydowski Fundusz Narodowy. Była to pierwsza robotnicza dzielnica Tel Awiwu założona na wsi. Nazwano ją na cześć działacza ruchu syjonistycznego Dow Ber Borochowa (założył partię polityczną Poalej Syjon).
Później w osiedlu osiedliło się kolejnych 70 rodzin żydowskich. Kolejne osiedla powstały: Giwat Rambam (1933 r.), Kirjat Josef (1934 r.), Szeinkin (1936 r.) i Arlozorow (1936 r.). W kwietniu 1942 osobne osiedla zostały razem ze sobą połączone i utworzono samorząd lokalny Giwatajim. W 1959 Giwatajim otrzymało prawa miejskie.

### Nazwa
Nazwa Giwatajim oznacza w języku hebrajskim „Dwa Wzgórza”, gdyż centrum miasta jest położone pomiędzy dwoma wzgórzami Borochowa i Kozłowskiego. W latach 30. XX w. miasto mocno się rozrosło i w rzeczywistości jest położone na trzech wzgórzach: Borochowa, Kozłowskiego i Rambam.

## Demografia
Zgodnie z danymi Izraelskiego Centrum Danych Statystycznych w 2009 roku w mieście żyło 50,4 tys. mieszkańców, z czego 97,4% stanowią Żydzi, a 2,6% inne narodowości.
Populacja miasta pod względem wieku:
| Wiek (w latach) | Procent populacji w % |
| --------------- | --------------------- |
| 0-4             | 7,3%                  |
| 5-9             | 5,8%                  |
| 10-14           | 5,0%                  |
| 15-19           | 4,8%                  |
| 20-29           | 12,5%                 |
| 30-44           | 23,3%                 |
| 45-59           | 16,6%                 |
| ponad 60        | 12,7%                 |

Źródło danych: Central Bureau of Statistics.

## Gospodarka
Miasto jest siedzibą kilku zakładów lekkiego przemysłu i przemysłu spożywczego.

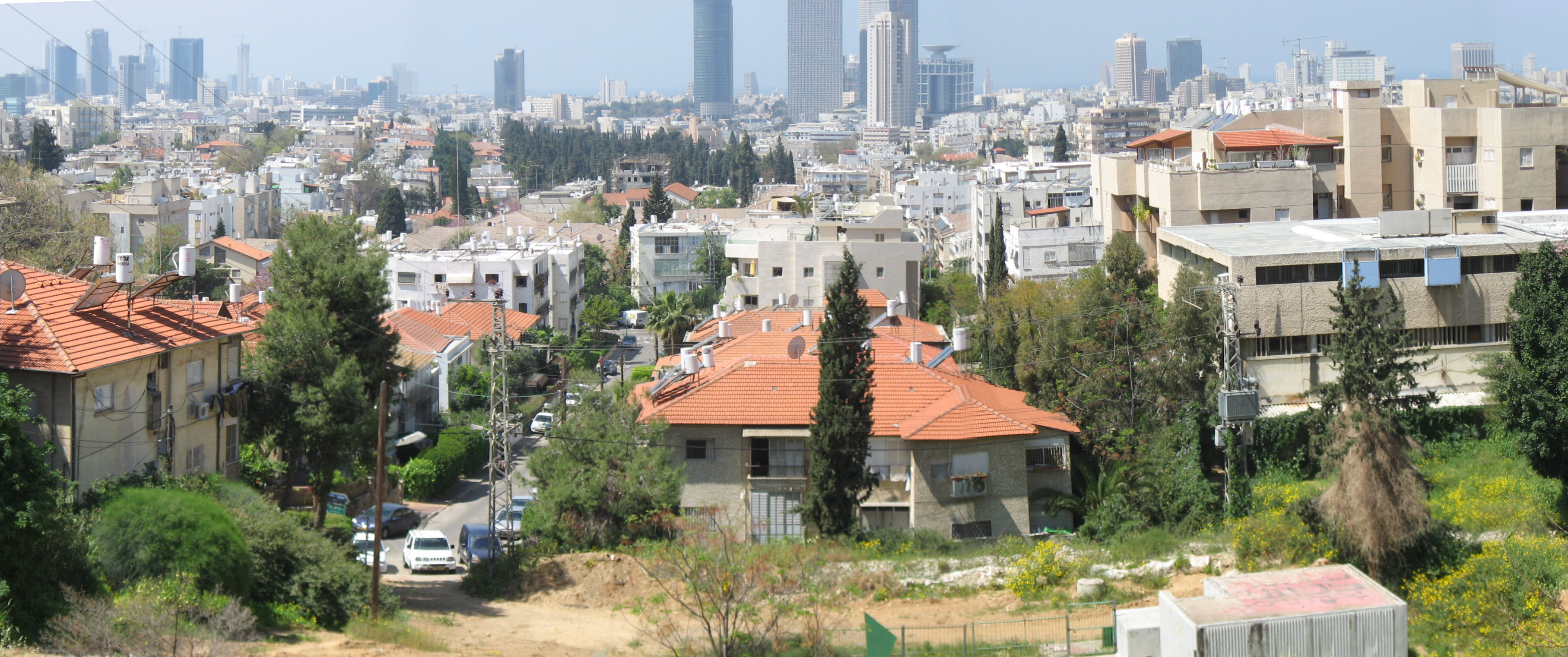
Panorama Giwatajim

## Transport
Obrzeżami miasta przebiegają dwupasmowe ulice Derech HaShalom i Derech Itschak Rabin, którymi można dojechać do autostrady nr 20  (Riszon le-Cijjon-Riszpon) i autostrady nr 4  (Erez–Kefar Rosz ha-Nikra).
Transport w Giwatajim jest obsługiwany tylko przez autobusy. Będąc częścią aglomeracji miejskiej Gusz Dan, wszystkie linie autobusowe wychodzą poza granice miasta, tworząc dogodne połączenia z sąsiednimi miastami. Największą liczbę linii autobusowych w mieście obsługuje Dan Bus Company i Egged.

## Polityka
| Burmistrz           | Lata sprawowania urzędu |
| ------------------- | ----------------------- |
| Szimon Ben-Cewi     | 1941-1965               |
| Kuba Kraizman       | 1965–1978               |
| Jicchak Jaron       | 1978–1993               |
| Efrajjim Sztencler  | 1993–2006               |
| Awram Iris          | 2006-2007               |
| Re’uwen Ben-Szachar | od 2007                 |

Obecny burmistrz miasta Re’uwen Ben-Szachar jest pierwszym kandydatem partii Kadima, która wygrała wybory i pierwszym burmistrzem Giwatajim, który nie jest z Partii Pracy.

## Kultura

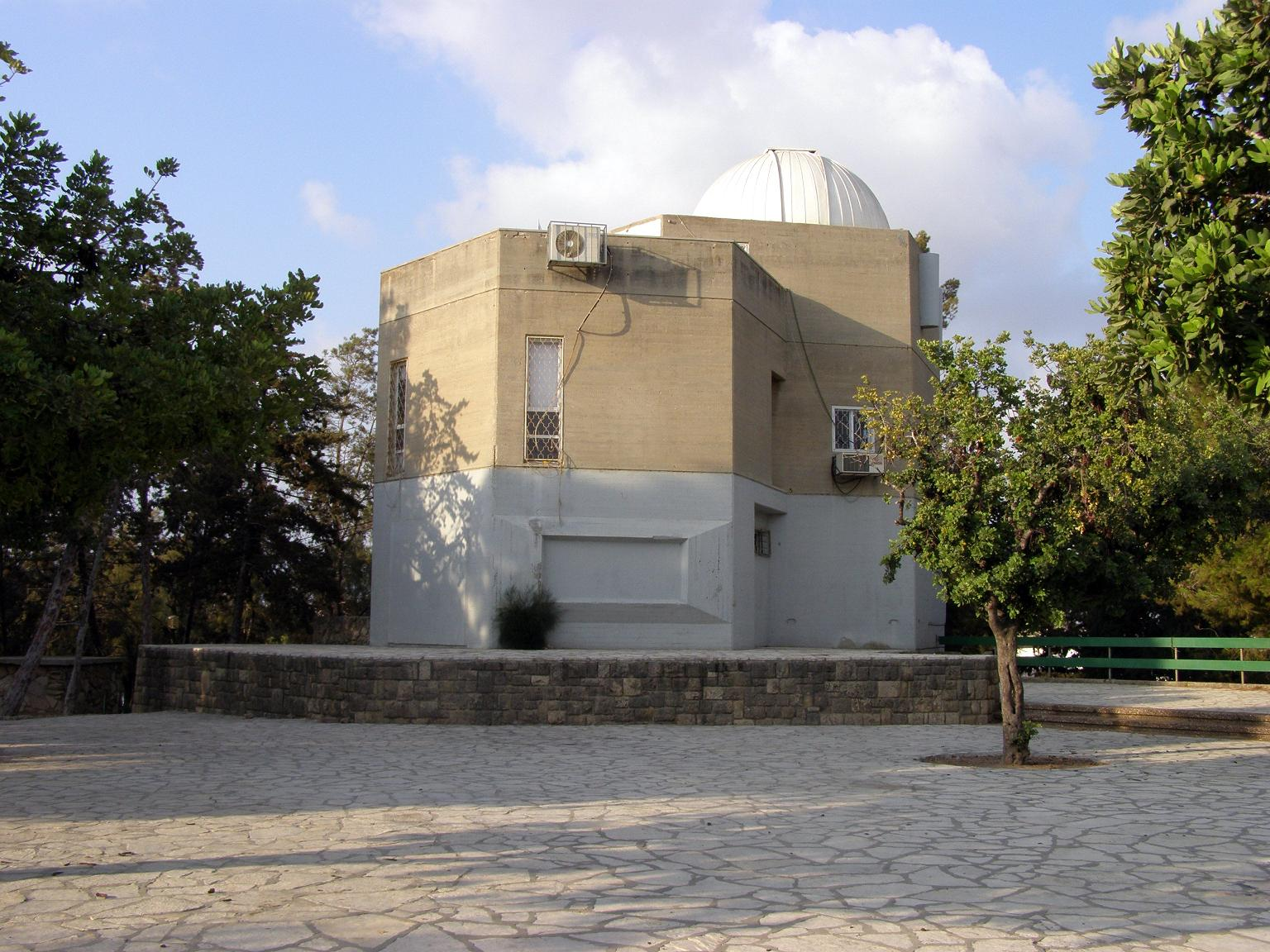
Obserwatorium astronomiczne w Giwatajim

W Teatrze Givatayim organizowane są festiwale bluesa i jazzu. W nowoczesnym budynku znajdują się liczne galerie sztuki oraz restauracja.

## Edukacja i nauka
Giwatajim ma 9 przedszkoli i 14 szkół (9 szkół podstawowych i 5 liceów). Jest tu także centrum edukacji religijnej Chabad of Giv’atayim.
Miasto jest siedzibą Izraelskiego Stowarzyszenia Astronomicznego. W 1968 wybudowano tutaj obserwatorium astronomiczne, które jest udostępniane do zwiedzania dla turystów.

## Sport i rekreacja
W Giwatajim i Ramat Gan znajduje się klub piłkarski Hapoel Ramat Gan, grający w Ligat ha’Al. Prowadzi on rozgrywki na wybudowanym w 1927 stadionie HaMakhtesh Stadium.

## Miasta partnerskie
- Arad, Rumunia
- Chattanooga, USA
- Harbin, Chińska Republika Ludowa
- Kiustendił, Bułgaria
- Miluza, Francja
- Sfântu Gheorghe, Rumunia